# Francisco Gutiérrez de los Ríos
Francisco Gutiérrez de los Ríos y Córdova ou Francisco de los Ríos y Córdoba (1644 – Fernán-Núñez, 1721) était un noble espagnol, qui devint, par l’effet du majorat, troisième comte de Fernán Núñez, vicomte d'Abencalez et seigneur de La Morena.
Outre ses activités de militaire (en particulier lors de la guerre de Succession d'Espagne, aux côtés des Bourbons) et de diplomate, il joua aussi un rôle important comme auteur, penseur et pédagogue, formulant des idées qui le font classer dans le groupe des novatores, soit des précurseurs des Lumières d’Espagne. Il laissa une abondante correspondance ainsi qu’un ouvrage intitulé El hombre práctico, collection d’essais adressés à son fils (et faisant donc figure de manuel de pédagogie), sur des sujets très variés, où il relate les expériences d’une vie vouée à connaître les « vérités essentielles des choses et de leurs usages pratiques » et où il développe un ensemble d’idées avancées, relevant même parfois de l’esprit dix-neuviémiste bourgeois, voire libéral, dont notamment : l’importance de l’expérience propre, par opposition à l’argument d’autorité ; le rejet des superstitions et des faux savoirs (astrologie etc.) ; critique de l’aristotélisme et de son traitement trop abstrait des choses pratiques ; l’idée de la contingence, de l’historicité, et de la mutabilité des choses, et le relativisme culturel ; la préconisation, en anticipation de Rousseau, d’une organisation contractuelle de la société ; etc. Il partage certaines idées avec Gassendi (caractère limité, relativité et historicité de la connaissance ; nature provisoire et utilité de la science ; imperfection de l’homme ; éthique se fondant sur l’honnêteté, sous-tendue par la foi et la grâce) et avec Hobbes (pessimisme anthropologique ; non-sociabilité naturelle des hommes ; nécessité d’analyse des passions humaines à l’effet de les maîtriser), tandis que son appel à la responsabilité civique s’apparente à l’humanisme civique d’un Vico. Il mena une politique sociale hardie dans son fief seigneurial de Fernán-Núñez, dans la province de Cordoue.
L’essayiste Carolina Blutrach Jelín note :

« Le troisième comte de Fernán Núñez et sa production intellectuelle offrent l’occasion de se pencher sur un personnage à la charnière des XVIIe et XVIIIe siècles, avec une vie cosmopolite riche en voyages et en contacts culturels dans une Europe où le pragmatisme politique était en train de s’imposer dans le nouveau système d’États surgi à la suite du traité de Westphalie. Son texte El hombre práctico… constitue un vestige culturel au sein d’un processus de rénovation de la pensée et de changement de mentalité observable dans différents domaines — allant de la pratique politique, des politiques économiques, jusqu’à l’ethos aristocratique, la sensibilité artistique, en passant par les nouvelles formes de sociabilité, qui vont de pair avec les nouvelles formes de communication —, tout cela inséparablement du processus de laïcisation et de déconstruction de l’autorité dogmatique dans le champ de la pensée scientifique et philosophique. »

## Biographie
Né en 1644, Francisco Gutiérrez de los Ríos hérita du titre nobiliaire de sa mère Ana Antonia Gutiérrez de los Ríos Córdova y Argote, de qui il adopta les noms de famille. Son père, Diego Gutiérrez de los Ríos y Guzmán, était chevalier de l’ordre d'Alcántara, et cousin de son épouse.
Il occupa à la cour de Madrid la fonction de menin de la reine Marie-Anne d’Autriche, épouse de Philippe IV, et fut ensuite, à la cour de Paris, homme d’escorte de la reine Marie-Thérèse d'Autriche, épouse de Louis XIV. Ce séjour dans le pays voisin, dont il maîtrisait la langue (l’apprentissage de laquelle il conseillera dans son ouvrage El hombre práctico), fut sans conteste important, lui permettant en effet d’entrer en contact avec plusieurs philosophes et scientifiques, dont Descartes et Gassendi, de qui plus tard il recommandera la lecture, plus particulièrement du dernier nommé. En 1668, il exerça comme émissaire ou ambassadeur en Pologne et en Suède en représentation de l’État espagnol. 
Sa carrière militaire débuta en 1665, lorsqu’il servit à titre de soldat volontaire en Flandres pendant deux ans, de 1667 à 1668, comme sergent-général de bataille en Sicile en 1677, comme chef d’artillerie de la marine, puis en qualité de gouverneur-général des Côtes d’Andalousie à Cadix en 1685.
Le 3e comte de Fernán-Núñez, s’inquiétant des papiers qui s’accumulaient dans ses archives, chargea le grand érudit Luis de Salazar y Castro (Valladolid, 1658 - Madrid, 1734) d’y mettre de l’ordre et de dresser par la même occasion un Catálogo historial genealógico de los señores y condes de la casa y villa de Fernán Núñez desde la conquista de Cordova, año de 1236 hasta este de 1682 (littér. Catalogue historique généalogique des seigneurs et comtes de la maison et de la ville de Fernán Núñez depuis la conquête de Cordoue en l’an 1236 jusqu’à l’an 1682), qui sera finalement imprimé à Madrid en 1682.
Au XVIIe siècle, en particulier dans le dernier tiers du siècle, Gutiérrez de los Ríos mit en œuvre une politique à caractère social dans le bourg de Fernán-Núñez : il réussit à faire croître la localité en attirant de nouveaux colons, agrandit les logements, fit construire des ateliers de tissage de soie et de laine, érigea des moulins à farine et des fours pour produire du pain, et fit édifier la Mesón del Duque (taverne du Duc) pour le plaisir du voisinage. Il favorisa en outre la création d’un marché hebdomadaire pour les produits agricoles et d’élevage.
À l’éclatement de la guerre de Succession, il se déclara en faveur des Bourbons et défendit la cause bourbonnienne avec une ardeur telle que les Catalans partisans de l’archiduc Charles d’Autriche le surnommaient « El Gran Boutifler de España », en référence à la beauté fleur ou fleur de lis du blason des Bourbons.
Il assura par deux fois la défense de Cadix contre l’attaque des Anglais, la première fois en juillet 1702 face à l’amiral Butler, duc d’Ormonde, et la deuxième en 1705, face à l’escadre anglo-hollandaise du comte de Peterborough. Ces états de service lui valurent les honneurs de chevalier du Conseil suprême de guerre, de la Real Junta de Armadas et de la Junta de Guerra de Indias, ainsi que celles de gouverneur militaire de Cadix, de gouverneur général du royaume de Cordoue, de gouverneur de la Marine et de l’armée de la Mer océane, avec les privilèges de capitaine général propriétaire, de général des vaisseaux et galères, de lieutenant de prince de la Mer, en Espagne, et de vice-amiral de France, en l’absence du comte de Trévise qui commandait l’escadre française dans les eaux de Cadix.
Le port de Cadix était une enclave cosmopolite : des marchands flamands et genevois, et des personnages comme Jakub Kresa, Antonio Hugo de Omerique et Charles Powell, tous adonnés aux mathématiques et à la renovation scientifique, en formaient l’environnement intellectuel. À peu de distance se trouvait Séville, autre port, quoique décadent déjà, où avaient lieu dans le logis de Juan Muñoz Peralta les réunions (tertulias) médicales, embryons de la future Regia Sociedad de Medicina y demás Ciencias (Société royale de médecine et autres sciences). Mérite mention également la connexion de Gutiérrez de los Ríos avec le cercle novateur constitué autour du marquis de Mondéjar et du doyen Manuel Martí, bibliothécaire de Medinaceli et en relation avec les académies italiennes.

## Mariage et descendance
Le noble Francisco Gutiérrez de los Ríos avait contracté mariage en 1676 avec Catalina Zapata de Mendoza Silva y Guzmán (morte en 1681), fille d’Antonio Zapata de Mendoza, IIe comte de Barajas et VIIIe comte de Coruña, Ier marquis de la Alameda, vicomte de Torija, majordome du roi Philippe IV, commandeur des maisons de Calatrava dans l’ordre d'Alcántara, et de l’épouse de celui-ci, María de Silva Guzmán.
Le couple eut, comme fruit de son union qui ne dura que neuf ans, deux fils et une fille ; ce sont :
- Pedro Gutiérrez de los Ríos y Zapata de Mendoza, successeur de son père au titre de IVe comte ;

- José Diego Gutiérrez de los Ríos, général de la Marine de galères, qui succéda à son frère comme Ve comte, lorsque celui-ci mourut sans laisser de descendants ;

- María Teresa de los Ríos, qui épousa son cousin Juan de Silva y Mendoza, duc de l’Infantado. De ce mariage naquit Francisca de Silva y de los Ríos, à l’instigation de qui fut réimprimé en 1762 l’ouvrage El Hombre Práctico écrit par son grand-père.

## Œuvre
Francisco de los Ríos était par ailleurs homme de lettres. On lui doit d’abord une vaste et importante correspondance (Epistolario), qui a été conservée en quasi-totalité et comprend quelque 6 000 lettres envoyées entre 1679 et 1684 — la première de la ville de Fernán-Núñez et la dernière de Puerto de Santa María, en passant par Cadix, Madrid, Séville, Lucena, Estepa, Ardales, et même du galion San Diego de Alcalá, à bord duquel, en sa qualité de général d’artillerie de la Marine, il fut amené à jeter l’ancre dans différents ports et baies de la Méditerranée.
Il fut l’auteur en outre de l’ouvrage El hombre práctico o Discursos sobre su conocimiento y enseñanza (littér. l’Homme pratique ou Discours sur sa connaissance et son enseignement), édité à Bruxelles en 1686 (mais avec un faux achevé d'imprimer mentionnant Séville, et avec les initiales incomplètes de l’auteur, sans doute pour prévenir tout conflit avec les autorités conservatrices, comme l’Église et la monarchie espagnole), dont une deuxième édition parut à Madrid chez Joaquín Ibarra en 1764, et une troisième à Madrid chez Miguel Escribano en 1779. Le livre se compose d’un ensemble de soixante-et-un essais, que l’auteur nomma, comme le fera plus tard aussi Feijoo, discursos (discours, dérivé du verbe discourir), et dans lesquels il livre, en s’adressant à son fils, ses réflexions et relate les expériences d’une vie vouée à connaître les « vérités essentielles des choses et de leurs usages pratiques ». Bien que le livre ait pu être qualifié de traité d’éducation, voire de manuel de pédagogie, il déborde amplement ce seul propos, et préfigure les recueils de discours de Feijoo. L’auteur s’y révèle comme un précurseur des Lumières et y fait montre de l’esprit bourgeois et, d’une certaine manière, libéral dont étaient pénétrés certains membres de la noblesse. 
Ces discours, d’extension très inégale, traitent de sujets à tel point variés que d’aucuns ont cru qu’ils se succédaient sans ordre aucun ; pourtant, leur disposition apparaît répondre à un certain système. Il s’agit d’essais sur la magie (Discurso XII), la médecine (XVI), la poésie (XVII), la vertu et l’art militaires (XXIII), les contentieux et défis (XXXIII), la verité historique (XLVI), et la félicité et la résignation à la volonté de Dieu (LV). Le fil conducteur interne, auquel le père Herrera se réfère dans ses Préliminaires, est l’ordre chronologique de la vie de l’homme, de sa naissance jusqu’à sa mort. C’est donc en toute logique que l’œuvre s’ouvre sur l’engendrement, l’éducation et les disciplines de la jeune personne ; qu’elle se poursuit avec des questions et des conseils à l’intention de l’homme mûr ; et qu’elle s’achève par deux Discursos, le LXe portant sur les testaments, les deniers du culte et sur les sépultures, et le LXIe, sur la mort. L’auteur se rapporte, comme modèle pour la composition de ses Discursos, aux Moralia ou discours moraux de Plutarque, antécédents les plus anciens du genre de l’essai, car appartenant au genre épidictique c’est-à-dire des entretiens. L’homme pratique de Gutiérrez de los Ríos se trouve déjà très éloigné du discreto et du héros de Baltasar Gracián et du prince politico-chrétien de Diego Saavedra Fajardo. D’autre part, le livre inspira une œuvre semblable à l’un des descendants de l’auteur, le diplomate Carlos José Gutiérrez de los Ríos, VIe comte de Fernán Núñez y Rohan-Chabot (1742-1795), sous le titre Carta de D. Carlos de los Ríos, XII Señor y VI Conde de Fernán Núñez, a sus hijos (littér. Lettre de don Carlos de los Ríos, XIIe seigneur et VIe comte de Fernán Núñez, à ses enfants), paru à Paris, chez Firmin Didot, en 1791.
Le thème général est l’état d’éloignement de la réalité qui caractérisait alors l’Espagne et les possibilités d’y remédier ; l’auteur signale les dommages, difficiles à surmonter, qu’entraînent les superstitions, l’ignorance où l’on a coutume de laisser les femmes, l’instruction seulement pieuse qui leur est dispensée, et la croyance en la magie, qui n’est qu’un tissu de raisonnements fallacieux et d’insanités. De même, il condamne les faux savoirs tels que l’astrologie, la chiromancie etc. Il s’en prend à l’aristotélisme, que « l’on suit aujourd’hui dans les écoles », prèjudiciable à toutes les connaissances humaines utiles et véritables, lesquelles en effet requièrent que l’on s’en tienne à des « choses physiques et réelles », à des « vérités solides et pratiques », en se soumettant à la raison et en fuyant les vaines disputes. Alors qu’au contraire, la logique d’Aristote :

« [...] consistant plus en paroles et distinctions chimériques qu’en choses physiques et réelles, non seulement fait acquérir une habitude abstraite des choses pratiques, mais encore les fait tenir toutes pour disputables. »

La pensée de Gutiérrez de los Ríos dénote une haute conscience de la contingence, de l’historicité, et par là, de la mutabilité des choses. Il se montre d’autre part pénétré des différences culturelles entre territoires, et, tout en soulignant la convenance de suivre les coutumes du lieu où l’on se trouve, exprime ainsi un certain relativisme culturel, sans que cela empêche le sentiment patriotique de se faire jour dans quelques-uns de ses discours.  
Un autre élément de la pensée de Gutiérrez de los Ríos est l’idée de la faiblesse humaine, laquelle permet d’expliquer les décadences par la victoire du désordre sur l’ordre qu’apporte la raison (qui ordonne les passions), sur le travail et sur les lois. L’appel à la responsabilité civique rejoint l’humanisme civique et situe sa pensée dans la ligne des idées de Giambattista Vico.
Gutiérrez de los Ríos mentionne Descartes et recommande, pour son utilité, la lecture de Gassendi. La pensée de Gutiérrez de los Ríos partage avec celle de Gassendi plusieurs principes communs, dont notamment : le mécanicisme qui sépare le transcendent du matériel ; l’insistance sur le caractère limité de la connaissance, par sa relativité et son historicité, et sur la nature provisoire et l’utilité de la science ; l’idée de l’imperfection de l’homme ; une proposition éthique s’appuyant sur l’honnêteté, que sous-tendent la foi et la grâce. En revanche, on ne trouve dans le texte aucune référence explicite à Hobbes, nonobstant que leurs pensées respectives ont certains points en commun : le pessimisme anthropologique, l’idée de la non-sociabilité naturelle des hommes, et, dérivée de ce dernier point de vue, une analyse des passions humaines visant à maîtriser les ressorts de l’homme pour permettre à celui-ci de se gouverner en s’orientant vers le bien commun.
Selon José Antonio Maravall, Francisco Gutiérrez de los Ríos utilise pour la première fois les termes, si dix-neuviémistes, de sociabilité et d’insociabilité, jusqu’à proposer, anticipant Rousseau, une organisation sur base contractuelle de la société, c’est-à-dire le contrat social ; et il y aura lieu de persuader les hommes que

« [...] il leur convient mieux que chacun perde cette part de pouvoir et de liberté dont il dispose dans l’état naturel, où est absente la sujétion aux lois et aux magistrats, que de souffrir les dommages que cette même liberté est susceptible de leur occasionner, laissant chacun exposé aux injustes appétits de l’autre. »

Un autre concept qui parcourt l’ouvrage est celui d’urbanité, concept auquel le père Feijoo consacrera un long discurso, intitulé Verdadera y falsa urbanidad (littér. Véritable et fausse urbanité). Apparaît également dans son ouvrage le concept de cultura civil ou civilisation, et celui axiologique, typiquement bourgeois, de felicidad. 
La pensée de Gutiérrez de los Ríos s’inscrit, de par sa définition de la vertu, dans l’humanisme civique, lequel à son tour définit une éthique civique, qui intègre le christianisme et où sont mis en relief les notions de responsabilité et d’engagement social. La proposition contenue dans El hombre práctico en est une ouverte, en continuelle transformation, orientée vers la connaissance de la vérité. À cette fin, il préconise le dialogue, par opposition à la bataille dialectique. Son Discurso LVIII, De la conversación y el juego (De la conversation et du jeu), comporte une définition des nouvelles formes de sociabilité appelées à accompagner la rénovation de la pensée, en particulier : la conversation

« [...] avec des personnes dignes de sincérité et de discernement judicieux, de qui nous puissions recevoir un enseignement, ou à qui nous puissions en donner un [...], en ravivant l’imagination, faisant qu’à chacun soient offertes des raisons plus efficaces avec lesquelles parvenir à une connaissance claire de la vérité, en quête de laquelle on chemine. » »

La voie vers le progrès dans la connaissance est ouvert, « [...] sachant qu’il n’y a pas d’acte plus prudent que la suspension du jugement et du verdict en toute chose qui n’aura pas été examinée et connue en profondeur [...] ».